# 高咸临
高咸临，钱塘人，明朝政治人物。
顺治三年，以贡生身份随清军进入福建，担任永安縣知縣。